# San Isidro Laguna Seca
San Isidro Laguna Seca är en ort i Mexiko.   Den ligger i kommunen Santo Domingo Tonalá och delstaten Oaxaca, i den sydöstra delen av landet, 220 km sydost om huvudstaden Mexico City. San Isidro Laguna Seca ligger 1 704 meter över havet och antalet invånare är 168.
Terrängen runt San Isidro Laguna Seca är huvudsakligen kuperad, men den allra närmaste omgivningen är platt. Runt San Isidro Laguna Seca är det ganska glesbefolkat, med 47 invånare per kvadratkilometer. Närmaste större samhälle är San Sebastián del Monte, 4,0 km söder om San Isidro Laguna Seca. I omgivningarna runt San Isidro Laguna Seca växer huvudsakligen savannskog.